# Individualisme
Pour les articles homonymes, voir Individualisme méthodologique et Anarchisme individualiste.
Ne doit pas être confondu avec Individualisation ou Individuation.
 (septembre 2024).
Si vous disposez d'ouvrages ou d'articles de référence ou si vous connaissez des sites web de qualité traitant du thème abordé ici, merci de compléter l'article en donnant les références utiles à sa vérifiabilité et en les liant à la section « Notes et références ».
L'individualisme est une conception philosophique, politique, morale et sociologique où l'individu occupe la place centrale, par opposition aux théories holistes, qui font au contraire prédominer le groupe social. Il s'agit donc d'une primauté de l'identité personnelle par rapport à l'identité collective. Suivant qu'elle s'attache à prescrire à la société un modèle ou à simplement en décrire la réalité, cette notion peut toutefois être considérée sous plusieurs perspectives distinctes :
- En tant qu'idéologie politique, s'appuyant sur la prééminence des droits, des intérêts et de la valeur de l'individu : si l'individualisme libéral ou anarchiste prône l'autonomie individuelle face aux diverses institutions sociales et politiques (famille, clan, corporation, caste…) — perçues comme entravantes, voire oppressives —, l'individualisme aristocratique reste, quant à lui, du fait de son antimodernité, très critique vis-à-vis des conceptions communément admises de cette première forme d'individualisme ;
- En tant que phénomène sociologique observable, auquel cas l'individualisme désigne simplement le processus de distanciation de l'individu par rapport à ses groupes d'appartenance, au sein d'une société où s'établit progressivement la primauté de l'individu sur le collectif ; c'est en ce sens que l'individualisme est souvent assimilé à un égoïsme croissant, dans un rapprochement péjoratif[1] que nombre de sociologues perçoivent comme une confusion populaire[2].

Ce terme peut également décrire un prisme d'analyse méthodologique (sujet traité dans l'article correspondant), percevant les comportements sociaux comme résultant essentiellement d'une agrégation d'actions individuelles ; l'individu — par opposition au groupe — est alors considéré comme l'échelon primordial de l'analyse en sciences sociales. Cette optique sociologique est à l'origine d'une querelle entre les tenants de l'individualisme méthodologique, tels Raymond Boudon, et ceux d'une conception « holiste », « déterministe » ou encore « structuraliste » du corps social, tels Émile Durkheim ou Pierre Bourdieu. Cette deuxième conception considère en effet la société, au contraire de la première, comme une structure avant tout indépendante des individus qui la composent et en tout cas irréductible aux seules interactions particulières de ces derniers.

## Origine et développement
En Occident, la Renaissance du XIIe siècle marque un contexte de prospérité inédit qui permet l'émergence d'une bourgeoisie urbaine enrichie par le commerce. Cette nouvelle classe sociale, profitant d'une relative abondance, voit ainsi sa sécurité économique assurée et se met alors en quête d'une plus grande latitude politique et de droits civiques stables, notamment à travers des systèmes de privilèges tels la Magna Carta anglaise (1215) ou le Grand Privilège des Pays-Bas bourguignons (1477). Cette volonté d'indépendance personnelle par rapport aux structures politiques se poursuit durant le Moyen Âge tardif et se déploie définitivement à la Renaissance, notamment grâce l'invention de l'imprimerie, qui favorise la diffusion des idéaux humanistes et l'activité individuelle de la lecture chez les classes les plus aisées de la population. Le renforcement des réseaux commerciaux européens sur le continent comme avec le reste du monde, sous l'impulsion des grandes découvertes, reste toutefois la cause profonde de ce processus, en accélérant l'enrichissement de la bourgeoisie commerçante évoqué plus haut.
L'anthropologue Louis Dumont situe ainsi l'émergence de l'individu et son affirmation en tant qu'incarnation de valeurs à la fin du Moyen Âge et sa véritable entrée en scène à l'époque de la Renaissance et de la Réforme. Le théologien orthodoxe Jean-Claude Larchet situe également la naissance de l'individualisme à l'époque de la Renaissance.

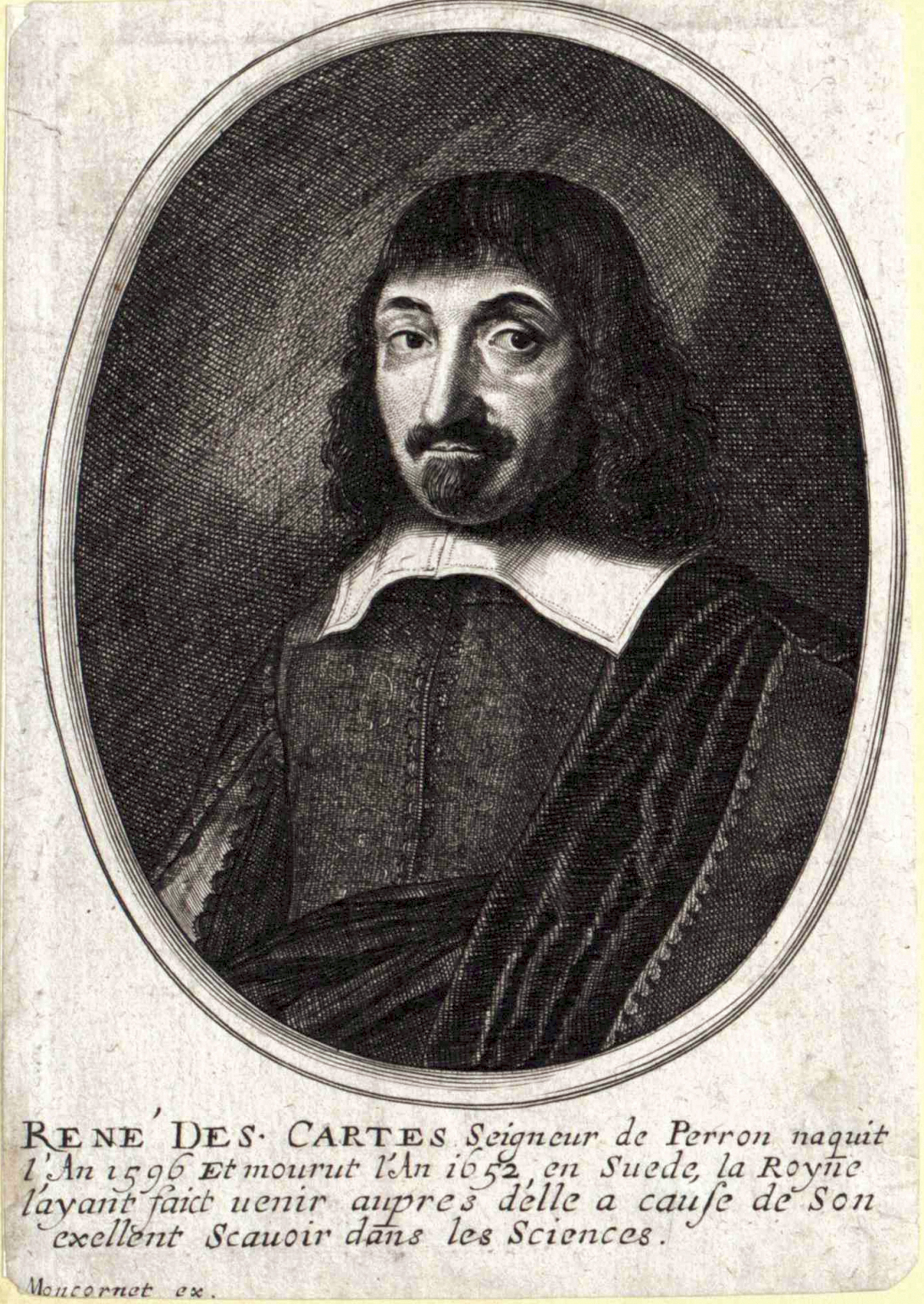
René Descartes par Moncornet.

Le philosophe René Descartes, mettant l'accent sur le sujet pensant dans son Discours de la méthode (1637) — avec le célèbre Cogito ergo sum —, s'inscrit pleinement dans la dynamique historique qui fait progressivement basculer le fondement de la société du groupe vers l'individu. Il s'oppose ainsi à la philosophie scolastique alors déclinante, quoiqu'encore puissante. Selon André Glucksman, cité par Alain Laurent, « Descartes signe l'acte de naissance philosophique des individus souverains ».
Le XIXe siècle, en tant que période de basculement de la société traditionnelle vers l'ère industrielle, est cardinal dans la compréhension de cette montée de l'individualisme. Cette époque est ainsi marquée, observe l’historien Alain Corbin, par une expression accrue de l'identité personnelle et une singularisation progressive de l'individu, dont témoignent de nombreuses traces socio-historiques : diversification des prénoms, popularisation des portraits photographiques, diffusion des épitaphes individuelles dans les cimetières, graffitis laissés sur les monuments ou encore noms gravés sur l’écorce des arbres. Les sources évoquent également une diversification et une personnalisation des rêves ; une augmentation des confessions et des examens de conscience, permis par des théologies plus souples, à l'exemple de celle d'Alphonse de Liguori ; la pratique du journal intime, destiné à calmer les angoisses, sans toutefois se détacher des injonctions institutionnelles ; l'essor des chambres individuelles. Globalement, à partir des années 1860, l'expression romantique de l'intériorité est remplacée par l'analyse de soi et de ses états de conscience, sous l'influence de la philosophie positiviste et de la psychologie.

## Dans la politique

### Principes philosophiques
L'individualisme repose sur deux principes :
- Liberté individuelle, latitude fondamentale de droits primordiaux assurés à l'individu et sur laquelle l'intérêt de la société ne peut empiéter ;
- Autonomie morale, droit de l'individu à fixer, par sa propre réflexion, des opinions sans subir la contrainte d'un quelconque groupe social.

Le principe individualiste soulève dès les XVIIe et XVIIIe siècles la question de la relation — et de l'éventuel conflit — entre intérêt personnel et intérêt général : comment maintenir la cohésion d'une société où l'individu prime le groupe ?
L'affirmation de l'individu peut également servir de faire-valoir aux talents personnels sans nécessairement s'opposer à l'idée d'une construction collective, voire en y participant. Dans cette optique, l'individualisme peut permettre d'apporter une réponse au problème de la quantité et de la diversité des informations et préoccupations d'une société. La complexité des problèmes soulevés peut alors trouver une issue dans l'intelligence sociale, qui articule individu et collectif.
L'individualisme s'oppose donc à la primauté du groupe sur l'individu, notamment incarnée par les idéologies politiques relevant du nationalisme, du socialisme ou de toute autre forme de collectivisme politique. Il peut dans certains cas s'opposer à la démocratie lorsque celle-ci conduit à prendre des décisions contraires aux intérêts individuels, ce qu'Alexis de Tocqueville nomme, dans son essai De la démocratie en Amérique, la tyrannie de la majorité.

### Conceptions

#### Théorie principale: libéralisme et propriété

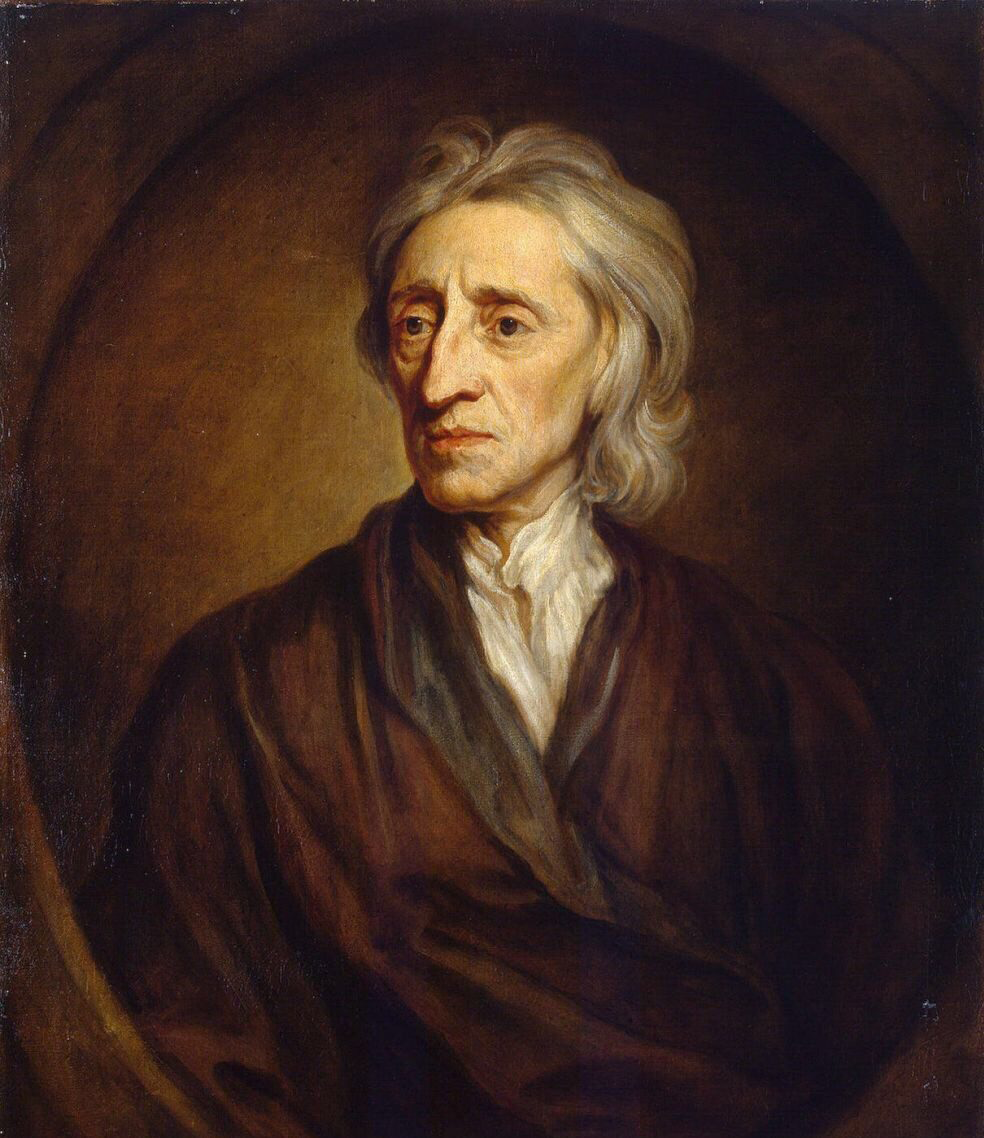
John Locke, qui fait de la propriété un préalable à la réalisation de l'individu.

John Locke, l'un des premiers penseurs à avoir introduit une conception individualiste de l'homme en politique, fonde la propriété sur les droits de l'individu. De ce fait précurseur de la démocratie libérale, il s'oppose à la tradition chrétienne scolastique, incarnée sur ce point par saint Thomas d'Aquin et fondant jusqu'ici la propriété sur le bien commun. John Locke propose, au chapitre V du Deuxième traité du gouvernement civil (1690), une théorie du droit de propriété, qu'il fait découler du travail.
La Révolution française, imprégnée de la philosophie des Lumières et des idées politiques de John Locke, institue ainsi la propriété, dans la déclaration des droits de l'homme et du citoyen de 1789, comme l'un des « droits naturels et imprescriptibles de l'homme » à l'article 5, et la qualifie même d'« inviolable et sacrée » à l'article 17.

#### Théorie libertarienne et autonomie maximale
L'individualisme libertarien propose de recourir à l'autorégulation pour subvenir aux besoins individuels, plutôt qu'à une entité collective supérieure telle que l'État ; dans cette optique, la société doit se fonder sur un double principe :
- Équilibrage des relations et comportements sociaux par des contrats tacites ou formels — l'État et les autres collectivités n'étant ainsi considérés légitimes que sous la forme de contrats, devant être décidés librement, parmi d'autres ;
- Échange de services au niveau du marché, où chacun obtiendrait satisfaction de son intérêt individuel (par exemple, le pain est ainsi rendu disponible par l'intérêt qu'ont les boulangers à le vendre).

#### Théorie anarchiste et refus de l'autorité
Dans la perspective de l'individualisme anarchiste (ou anarchisme individualiste), s'affranchir de l'autorité oppressive représentée par l'État, la religion, la morale ou encore la société humaine, est un préalable nécessaire à l'épanouissement de l'individu, à sa réalisation pleine et entière. L'anarchisme individualiste s'oppose donc à la propriété privée telle que conçue par la loi, qu'elle soit personnelle ou collective, celle-ci étant perçue comme un contrat imposé par les structures autoritaires aux dépens de l'individu.
Le philosophe Max Stirner fait figure de fondateur à l'égard ce courant qu'il nomme lui-même égoïste dans son essai L'Unique et sa propriété ; il critique avant tout dans cet ouvrage les abstractions que sont la société humaine, la foi ou encore les idées politiques sur l'homme, abstractions pour lesquelles l'individu se sacrifie en oubliant sa propre personne. Pour Stirner, l'égoïsme et l'individualisme sont deux réalités jumelles, voire confondues, puisqu'elles considèrent toutes deux la satisfaction de l'individu comme une condition nécessaire à celle de la société, faisant donc de l’égoïsme un prélude au bien commun. Max Stirner critique sévèrement le droit, la morale, la justice, l'anthropocentrisme, le socialisme, le communisme, le capitalisme, la logique partisane, ainsi que l'étatisme sous toutes ces formes. Néanmoins, sa place dans l'histoire de l'individualisme libertaire est contestée au sein même de ce mouvement, notamment en raison de son opposition au libéralisme et au droit naturel moderne. Albert Camus estime ainsi, dans L'Homme révolté, que Stirner est plutôt nihiliste, puisqu’il rejette la morale et cherche à abolir les normes instituées. La radicalité de la thèse de Stirner se manifeste également dans le cheminement intellectuel de l'individualiste Benjamin Tucker, initialement assez réticent à délaisser le jusnaturalisme pour l'égoïsme.
Certains tenants de l'anarchisme individualiste se réclament également de Friedrich Nietzsche, tels Renzo Novatore et son œuvre.
Le philosophe Stéphane Sangral a développé, notamment dans son livre L'individuité ou la guerre, le concept d'individuité, pour extraire la notion d'individualisme de sa surdétermination d'égoïsme. En effet, il définit l'individuité comme la sacralisation à égalité de tous les individus et comme la désacralisation totale de tous les groupes : les groupes étant ainsi pensés strictement de façon phénoménale, plus du tout de façon identitaire, étant donc appelés à se restructurer pour ne plus générer de surplus transcendants, pour ne plus générer de divinités ni se comporter comme des divinités, pour ne plus avoir de légitimité à imposer une supériorité ontologique sur l'individu. L'individuité est une façon de dépasser l'éventuel paradoxe que l'on pourrait voir dans le fait que, certes le groupe est supérieur à l'individu (sociologiquement), mais l'individu est supérieur au groupe (ontologiquement).

#### Théorie aristocratique et supériorité individuelle

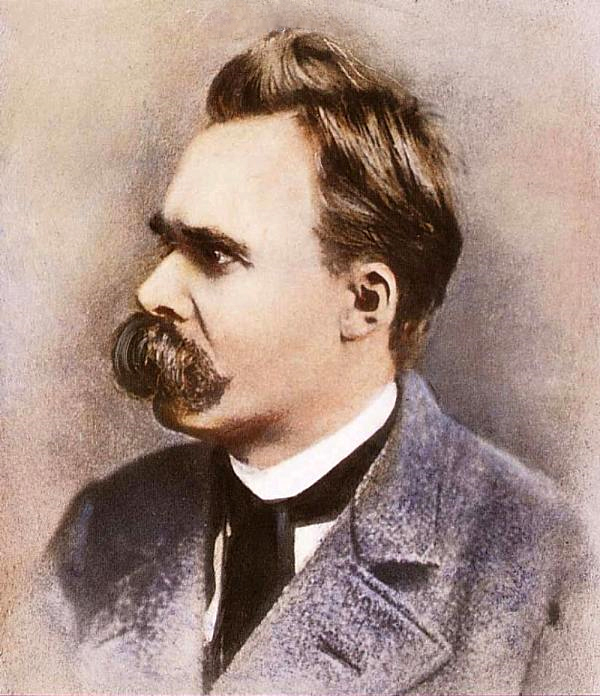
Friedrich Nietzsche, qui a notamment théorisé la notion de surhomme, fondatrice pour l'individualisme aristocratique.

Certains individualistes se définissent selon un modèle aristocratique — du grec ancien ἀριστοκρατία / aristokratía, « pouvoir des meilleurs, de l'excellence » — ainsi fondé sur l'idée d'une supériorité, qu'elle soit acquise ou innée. Il faut toutefois distinguer avec soin cet individualisme aristocratique du système politique traditionnellement désigné sous le terme d'aristocratie : dans cette conception, la sphère aristocratique ne se définit en effet plus comme un groupe social héréditaire mais seulement par des valeurs et un mode de vie qu'il convient d'acquérir en vue de se hisser intellectuellement et moralement au-dessus du reste de la société (manifestation de l'excellence des meilleurs, selon le sens étymologique évoqué plus haut). L'individualisme aristocratique se différencie également de l'égoïsme stirnerien par la recherche d'une morale supérieure opposée au nihilisme.
Ce courant politique et philosophique apparaît dans la deuxième moitié du XIXe siècle, avec pour figure de proue le philosophe Friedrich Nietzsche à travers sa théorisation du surhomme. Par la transcendance de sa nature, l'homme est appelé, dans cette optique, à quitter le ressentiment afin d'adopter une morale aristocratique et ainsi s'élever au-dessus de la masse formée par la société moderne, perçue comme dévoyée et nihiliste. Ce mouvement se développe par la suite dans le cinéma, notamment chez Michel Audiard, qui laisse transparaître une forme d'anarchisme de droite (le dialoguiste fait notamment dire au Président, incarné par Jean Gabin dans le film éponyme : « Je suis un mélange d'anarchiste et de conservateur, dans des proportions qui restent à déterminer ») et une certaine aversion à la société, considérée comme une masse d'individus amorphe et décadente : « À travers les innombrables vicissitudes de la France, le pourcentage d'emmerdeurs est le seul qui n'ait jamais baissé » (dialogues d'Une veuve en or).[réf. nécessaire]
L'individualisme aristocratique se construit en réalité en réaction à l'émergence de la société moderne atomisée (en) : cette dernière est ainsi décrite comme chaotique et plongée dans l'anomie par l'affaiblissement du rôle des liens sociaux hiérarchiques. Cet individualisme s'oppose au libéralisme et donc, à l'égalité des droits. L'individualiste aristocratique recherche alors en lui-même les clefs d'une morale supérieure, en opposition à l'amoralité dont est accusée la modernité. Cette morale se construit donc comme anticonformiste vis-à-vis des valeurs communément admises, à commencer par l'humanisme universaliste. Elle conteste en outre, en contrepied total de l'acception classique de l'individualisme, le libéralisme des Lumières sous toutes ses formes : isonomie, jusnaturalisme, contractualisme, utilitarisme, économisme, égalitarisme. Du fait de cette antimodernité, le matérialisme et l'hédonisme, considérés comme des doctrines décadente, sont également rejetés, au même titre que le socialisme, le nationalisme, le populisme et le romantisme.
Sur le plan de l'organisation politique de la société, l'individualisme aristocratique prône le retour de rapports sociaux hiérarchiques, comme garants de l'ordre et la cohésion de la société, mais également comme reconnaissance d'une inégalité structurelle entre les personnes : l'aristocrate estime ainsi que l'individu d'excellence doit régner sur le plus faible, récusant ainsi les principes de souveraineté populaire, de parlementarisme, d'État de droit et de démocratie ; cette dernière est perçue comme un système politique chaotique. À l'inverse, les sociétés aristocratiques, guerrières et esclavagistes de la Grèce antique, de la Renaissance italienne et de l'Ancien régime sont perçues, dans la pensée nietzschéenne, comme des modèles de société de castes. Le philosophe, particulièrement critique à l'égard de la bourgeoisie, appelle de se vœux cette société aristocratique afin de remplacer la société de classes, fondée sur la valeur économique de l'individu.
Cette optique diffère de la solution proposée par les individualistes libertaires car la hiérarchie et l'obéissance reste des valeurs cardinales pour les tenants du courant aristocrate. Pour ce dernier, la liberté et l'individualité sont réservées à une minorité disciplinée et autonome, solitaire et indépendante, auquel cas il n'est pas question de concéder les mêmes droits à l'ensemble du peuple ; dans l'optique libertaire, la résistance morale de l'individualiste se conçoit exclusivement comme une réaction par défaut à la société moderne et n'a donc en ce cas pas vocation à représenter un idéal universel et politique.

#### Personnalisme chrétien
Une version nuancée de l'individualisme, nommée personnalisme, a également été développée par des penseurs chrétiens tels Emmanuel Mounier au début des années 1930, en réaction à la crise économique de la Grande Dépression. Ce mouvement intellectuel distingue la notion d’individu, assimilé à un être égoïste, de celle de personne, à laquelle il souhaite donner une place centrale. Cette dernière est définie comme un tout, corps et âme, dépendant des autres membres de la communauté, point distinguant nettement cette théorie de l’acception libérale classique de l’individualisme. Le personnalisme, idéologiquement proche du catholicisme social, du corporatisme et de l’organicisme mais opposé au libéralisme et au socialisme, se place en réalité dans une conception plutôt holiste de la société et récuse une vision mécaniste, conventionnaliste, réductionniste ou matérialiste de cette dernière, du fait de son fort attachement religieux.

## Dans la sociologie

### Caractéristiques structurantes et problématiques

#### Coopération et solidarité
Pour Émile Durkheim, là où la cohésion des sociétés traditionnelles, qu’il nomme « solidarité mécanique », repose sur des liens communautaires, la société industrielle, fondée sur la division du travail, requiert une « solidarité organique » qui rend caducs ces liens communautaires. Dans une société où la spécialisation des tâches est faible, il est nécessaire d’entretenir des liens d’ordre affectif ou moral pour amener les individus à coopérer entre eux. Dans une société où les individus doivent se spécialiser, la cohésion sociale est assurée par les seules interdépendances fonctionnelles.
Le type de cohésion sociale dans ces deux systèmes est décrit par le modèle liens forts – liens faibles de Mark Granovetter : dans une société de type communautaire les individus établissent principalement des liens forts — au sein d’un groupe où les connaissances des individus sont également en relation entre elles — alors qu’une société individualiste repose essentiellement sur des liens faibles — simples connaissances bilatérales et indépendantes.
Pour Marcel Mauss, le modèle communautaire traditionnel du don et contre-don entretient la cohésion du groupe par le développement d’une dette éternellement renouvelée, issue des multiples échanges entre ses membres. Avec le développement de l’individualisme, qu’il soit issu d’une volonté politique ou d’un phénomène naturel, du fait de l’indépendance accrue entre les personnes, les liens communautaires se distendraient et les solidarités traditionnelles péricliteraient.

#### Logique assurantielle

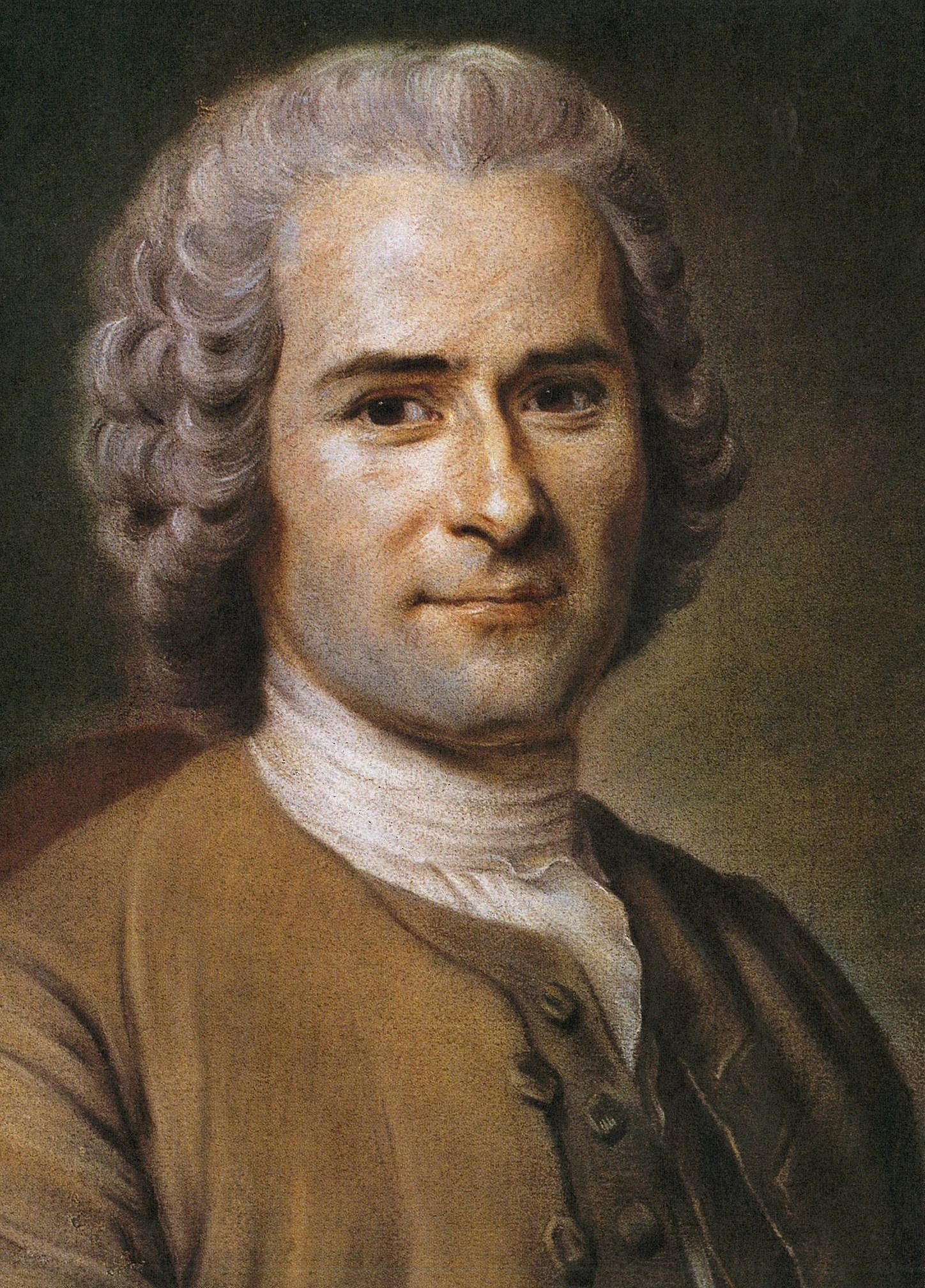
Jean-Jacques Rousseau, qui théorise dans le Discours sur l'économie politique, les liens socio-économiques entre le groupe et l'individu.

Suivant la maxime de Jean-Jacques Rousseau : « Personne ne doit rien à quiconque prétend ne rien devoir à personne ». Ainsi, rompre avec ses proches, s’émanciper des autres fait prendre le risque de ne plus recevoir aucune aide en cas de difficulté, là où la société holiste traditionnelle pourvoie à ces besoins par un lien social solide et durable, porteur d’une solidarité mécanique communautaire. Dans cette optique, une société où le manque est fréquent et les ressources variables entraîne donc un renforcement du tissu social de solidarité pour s’assurer contre les risques éventuels. À l’inverse, la société industrielle, caractérisée par une certaine abondance, permet aux individus de se sentir moins dépendants et ainsi de se distancier de ces mêmes structures communautaires.
Selon l’historien Marcel Gauchet, l’individualisme n’aurait donc pu se développer sans l’aide d’institutions chargées de soutenir l’individu face aux aléas de la vie tels le chômage, la retraite, la maladie, les catastrophes naturelles ou bien les accidents domestiques : « Que signifierait l’individualisme contemporain sans la sécurité sociale ? ».
De même, le sociologue du travail Robert Castel, analyse l’avènement d’une « propriété sociale » comme un élément primordial reconnaissance juridique et symbolique des individus. Le principe de protection des individus contre les risques liés à la vieillesse et la maladie, permet ainsi à l’ensemble des individus, fussent-ils en situation de précarité, d’accéder à une « propriété de soi », compensant d’une certaine manière l’inégal accès à la propriété privée. Le sociologue nuance toutefois son propos en soulignant la fragilisation de ce mécanisme par la désaffiliation des individus, processus de rupture des liens de socialisation et de régulation sociale par le travail.

#### Contrôle social et rapports de pouvoir

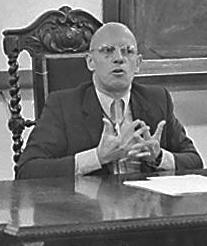
Michel Foucault, pour lequel le concept d’individu naît de l’institution disciplinaire.

D’après le philosophe Michel Foucault, c’est le processus disciplinaire qui prime dans la construction de l’individu : « l’individu c’est sans doute l’atome fictif d’une représentation idéologique de la société ; mais il est aussi une réalité fabriquée par cette technologie spécifique de pouvoir qu’on appelle la discipline ». Dans son analyse de l’institution disciplinaire — décrite comme une matérialisation oppressive du monopole de la violence étatique théorisé par Max Weber —, Foucault soutient ainsi l’idée que l’individu est un mythe construit en vue d’exercer un contrôle social : la médecine, la psychiatrie ou la psychologie sont alors perçues comme autant de sources rationnelles de légitimité pour les instances cherchant à isoler, quadriller, surveiller et normaliser l’individu. Le philosophe théorise alors des « rapports de pouvoir-savoir », à travers lesquels la science serait utilisée par les détenteurs de la puissance politique et conditionnée par leur contrôle. Les analyses de la psychiatrie, notamment sur la folie, ont ainsi participé à formuler l’idée d’un « sujet psychique » — pris au sens philosophique d’un être doué de pensée, de conscience, et capable de produire des actes,. Les identifications policières et les outils associés ont aidé tout autant à renforcer ce lien entre les savoirs-pouvoirs et le processus d’individualisation.

### Émergence du phénomène
Les travaux historiques sur l’émergence de l’individualisme se limitent généralement à des aspects spécifiques de l’individu — sous un prisme politique, économique, intime, juridique ou philosophique — ou bien à une analyse anthropologique de long terme, dans l’optique d’Émile Durkheim par exemple, pour lequel l’individualisme « est un phénomène qui ne commence nulle part, mais qui se développe sans s’arrêter, tout au long de l’histoire ».

#### Causes sociales structurelles
Selon le sociologue Norbert Elias, « la conscience de soi correspond à une structure de l’intériorité qui s’instaure dans des phases bien déterminées du processus de civilisation ». Ce dernier analyse ainsi l’individualisme comme concomitant à une intensification des interdépendances sociales entre individus, qui pousserait l’individu à se construire un refuge intérieur. L’individu garde ses pulsions et ses émotions dans la sphère privée et évite de les dévoiler à autrui. Il les contient et les transforme, accentuant ainsi les différences de comportements, de sensations, de pensées, d’objectifs et d’apparence physique entre les individus. De ce fait, l’auto-contrainte et la montée d’une conscience de soi sont liés. Selon Elias, ce phénomène s’est diffusé des élites sociales au reste de la société.
L’historien français Georges Vigarello décrit l’émergence progressive d’un sentiment d’intériorité attaché au corps. Les XVIe et XVIIIe siècles voient ainsi se développer l’analyse de « sens internes », qui viennent s’ajouter aux traditionnels cinq sens externes. De ce fait, le corps joue, à partir du XIXe siècle, un rôle crucial dans la conception de soi : l’expérimentation corporelle et individuelle — quotidien, rêves, nouvelles activités, nouvelles substances, journal intime… — fait naître de nouveaux concepts, tels la cénesthésie, le sentiment d’existence ou le psychisme. Cette perspective novatrice du corps et de l’esprit mène ainsi à nouveau paradigme, qui remplace l’idée traditionnelle de l’âme par celle de la psyché, comme somme rationnelle des activités mentales de l’individu. Selon l’historien, le XXe siècle achève la systématisation de cette recherche, l’approfondit et développe des pratiques associées à ces nouveaux concepts comme la relaxation, la méditation ou le sport. Cette théorisation de l’individu comme être pensant et unique conduit également à d’autres pratiques contemporaines, telles que le développement personnel.

#### Symptômes
Dans Les Tyrannies de l’intimité, le sociologue américain Richard Sennett analyse la distinction entre vie privée et vie publique comme continuellement accrue par la société moderne à partir du XIXe siècle et concomitante au phénomène individualiste,. Il prend notamment l’exemple de l’Angleterre victorienne et de l’importance exacerbée qu’y prend la mise en scène sociale de l’individu au travers des vêtements, des mots employés, des micro-gestes, menant ainsi progressivement à une confusion entre la personnalité intime de l’individu et l’apparence qui le caractérise socialement. Cette évolution exige de l’observateur qu’il décrypte les moindre signes afin de déceler la réalité de celui qu’il analyse ; imposant en retour à l’individu observé une stratégie de perpétuelle dissimulation. Le sociologue décrit ces nouveaux rapports sociaux comme fragilisés par une spontanéité amoindrie et une anxiété au contraire accrue par l’attention constante apportée à la dissimulation. Richard Sennett perçoit en quelque sorte les exigences d’authenticité parfaite et de transparence absolue prônées par la société moderne comme une forme de voyeurisme social, et invite donc paradoxalement à conserver le fard social de la « civilité », permettant selon lui à l’individu de se créer une sphère de liberté intérieure :

« Il est difficile de nos jours de parler de civilité sans paraître snob et réactionnaire. Je définirais quant à moi ce mot de la façon suivante : la civilité est l’activité qui protège le moi des autres moi, et lui permet donc de jouir de la compagnie d’autrui. Le port du masque est l’essence même de la civilité. »

### Variabilités culturelles et géographiques

#### Un particularisme occidental?
Pour le sociologue Raymond Boudon, « l’individualisme n’est donc pas une valeur caractéristique de la seule société occidentale et qui serait apparue au XIVe siècle ». Il s’oppose ici à la conception du politologue américain Samuel Huntington, qui divise le monde en ensembles civilisationnels ayant chacun leur système de valeurs propre, avec notamment un bloc occidental qui tiendrait justement l’individualisme parmi ses fondements exclusifs.
Toutefois, le développement économique de l’Occident, notamment à partir de la Renaissance, est généralement reconnu comme un facteur prépondérant de la montée de l’individualisme dans cet espace culturel : l’avènement d’une société de relative abondance fait naître chez les individus qui en bénéficient un désir croissant d’indépendance et de pouvoir politique, leur sécurité économique étant désormais assurée. Les deux optiques précédemment évoquées ne s’opposent donc pas nécessairement si l’on considère que l’individualisme universel défendu par Raymond Boudon n’a pu naître que dans la société occidentale, du fait de son développement massif et précurseur, comme le décrit Samuel Huntington. À l’inverse, une société traditionnelle, fût-ce même celle de l’Europe du haut Moyen Âge, se caractérise dans ce modèle par une structure sociale holiste et fortement hiérarchisée, permettant le maintien d’un ordre social qui assure l’individu contre les risques liés à une économie du manque : famine, guerre, maladies. En ce cas, la source des normes et des valeurs ne réside pas dans l’individu en lui-même, mais essentiellement dans ses divers groupes d’appartenance. Ces groupes de solidarité communautaire sont cruciaux dans la construction de l’individu, puisqu’ils définissent également sa position et son statut au sein de la société, à l’exemple de la société d'ordres sous l’Ancien Régime ou du système de castes en Inde, qui assigne à chacun sa place dans la société, en fonction de sa naissance.
La société occidentale moderne, marquée par la sécularisation et le « désenchantement du monde », tend au contraire à se détacher de cette forme d’autorité supérieure et sacralisée, et à pencher vers des valeurs d’égalité et de liberté, caractéristiques de l’individualisme — quoique non nécessairement traduites dans les faits.
Dans cette perspective, les diverses acceptions politiques de l’individualisme, qu’elles soient libérale, anarchiste ou personnaliste, peuvent alors être perçues comme autant de manifestations d’un phénomène social plus profond, caractéristique de la société moderne. Sous l’effet de multiples bouleversements politiques de grande envergure, accélérés depuis l’après-guerre, le lien entre l’individu et ses divers groupes sociaux vacille : cette crise donne notamment lieu à une affirmation de l’ego et des valeurs associées, telles que l’autonomie, l’intérêt particulier et la différenciation, ce que le sociologue Jacques Guigou analyse comme une « égogestion généralisée ».

#### Différences culturelles mondiales
| - +60 à +70 - +50 à +60 - +40 à +50 - +30 à +40 - +20 à +30 | - +10 à +20 - 0 à +10 | - -10 à 0 - -20 à −10 - -30 à −20 - -40 à −30 - Pas de données |

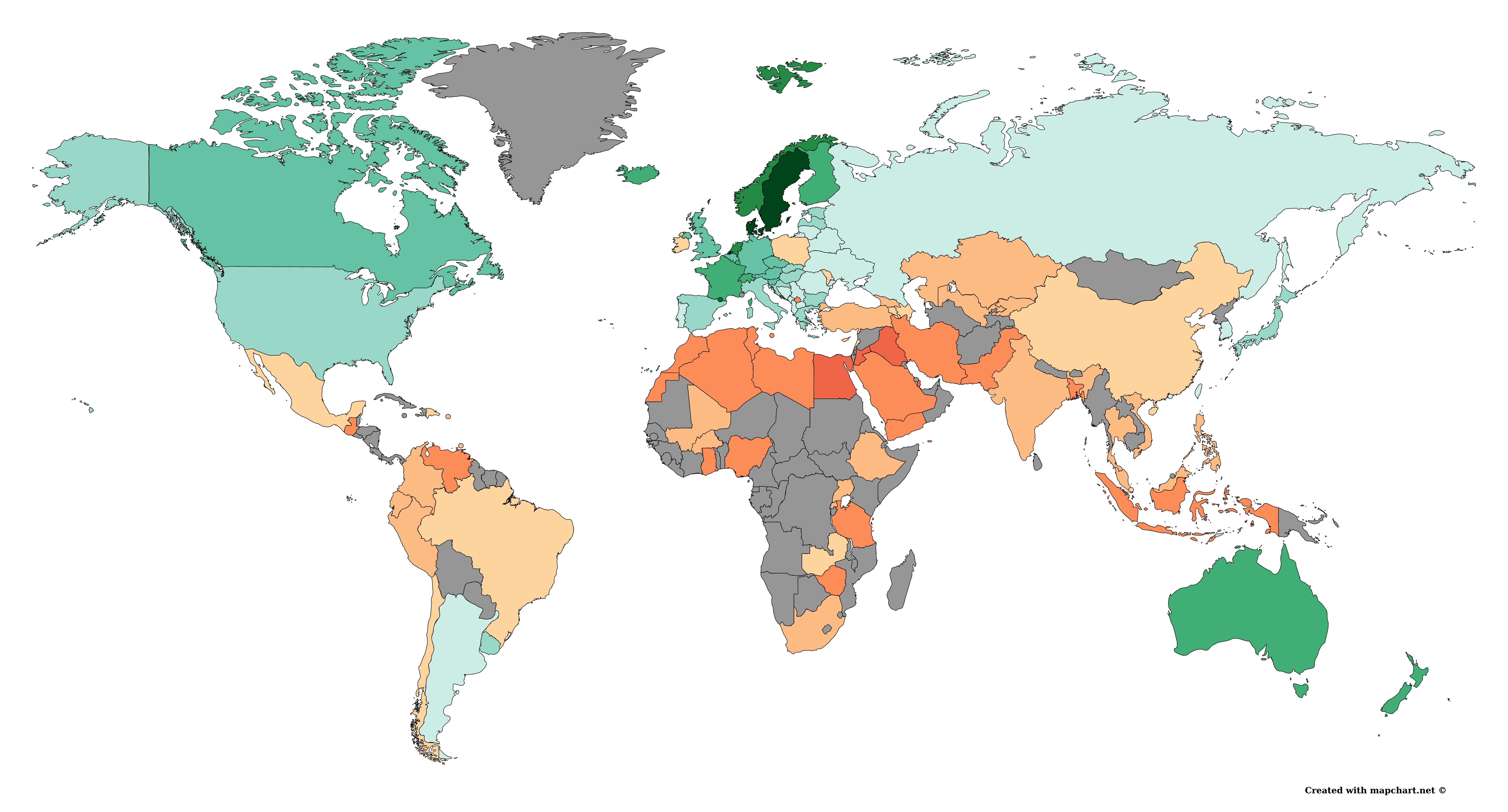
Représentation de l’intensité du holisme (en rouge) ou de l’individualisme (en vert) de la société en fonction des pays et par rapport à la moyenne mondiale en 2018.

En réalité, les différences distinguant les sociétés humaines au sujet de leur construction holiste ou individualiste ont plus trait à leur degré qu’à leur nature, de sorte que ces deux types d’organisation sociale se manifestent généralement sous certains traits plus ou moins prononcés, et ce quelle que soit la culture considérée. Il existe cependant une forte corrélation entre développement et inclinaison à l’une ou l’autre de ces tendances : c’est ainsi dans les pays développés (Europe de l'Ouest, Australie et Nouvelle-Zélande, Amérique du Nord, Japon) que l’individualisme est le plus enraciné, tandis que les régions de moindre développement économique (Afrique subsaharienne, dans sa majeure partie, Afghanistan, Birmanie, Haïti et quelques autres) ou n’ayant pas encore achevé ce processus (Moyen-Orient, Afrique du Nord, Inde, Asie du Sud-Est, Amérique centrale) présentent quant à elles des cultures misant davantage sur le collectif,.

## Critiques
Le principe individualiste, à la fois comme idéologie politique et comme phénomène sociologique, rencontre diverses objections et critiques. Ainsi, l’on pourrait arguer que tout individu, ne pouvant subvenir à lui-seul à l’ensemble de ses besoins, dépend pour sa survie d’autrui, et par extension d’un groupe social envers lequel il a naturellement des devoirs : la société lui permet de vivre ; l’idéal individualiste, s’il était réduit à un principe à de négation de la société, serait donc un reniement des conditions de vie de l’individu.

« L’individualisme est un comportement exclusivement négatif, inspiré par la médiocrité et le ressentiment : il ne consiste pas à chercher l’élévation, l’épanouissement, mais à empêcher les autres de s’élever, à étouffer l’épanouissement des autres qui sont ressentis jalousement, comme une concurrence. Une société saine combat nécessairement l’individualisme. Elle cherche l’excellence, et ceci est incompatible avec l’individualisme. »

— Valéry Giscard d’Estaing
Le pape François déclare dans l’encyclique Laudato si' que « quand nous sommes capables de dépasser l’individualisme, un autre style de vie peut réellement se développer et un changement important devient possible dans la société ». Il constate par ailleurs que l’éducation environnementale tend aujourd’hui à inclure la critique des « mythes » de la modernité, parmi lesquels il cite l’individualisme.
Dans leur ouvrage Politiques de l’individualisme : entre sociologie et philosophie, Philippe Corcuff, Jacques Ion et François de Singly font ainsi cette observation sur la critique commune de l’individualisme de la société moderne :

« Dans la sphère publique, la baisse partout proclamée de la participation électorale, l’affaiblissement des organisations syndicales, les difficultés de recrutement des organisations politiques, le rejet de la politique par une fraction importante de la jeunesse suscitent maints discours sur la « montée de l’individualisme ». […] Dans la sphère privée, se voit […] vilipendé le trop de liberté dont jouiraient les individus. […] Plus généralement, le sentiment d’une exacerbation de la violence [serait] lié à une prétendue perte des repères identitaires, un défaut de social en quelque sorte qui laisserait l’individu […] sans règle de conduite. […] Bref, c’est dans l’ensemble de la vie sociale, de la sphère publique au monde du travail en passant par l’espace public, que se feraient jour les dégâts d’une idéologisation du moi et de l’affaiblissement concomitant des solidarités intermédiaires. »

Selon le sociologue franco-allemand Alfred Elie Matthieu Schmitt, dans son livre Les Dangers de l’individualisme dans notre société profondément fracturée, « l’individualisme appelle à la déviance, la déviance à la délinquance, la délinquance à la révolution ». Il critique le renfermement des individus, notamment dans leurs pratiques d’informations de plus en plus « individuelles » et « renfermées », qui pousserait à terme la société à une révolution politique, car les pratiques de personnalisation de l’information poussent à une polarisation politique.

## Dans la culture

### Dans la littérature
- Gilles Hanus, L'épreuve du collectif, Verdier, 2016
- Stéphane Sangral, L'individuité ou la guerre, Galilée, 2023
- Alexis de Tocqueville, De la démocratie en Amérique, 1835-1840
- Victor Basch, L’Individualisme anarchiste, rééd. Archives Kareline, 2008.
- Max Stirner, L'Unique et sa propriété, 1844
- Yves Trottier, La Part du gros (roman), 2003.
- Paul-Émile Borduas, Refus global, 1948.
- Ayn Rand, La Source vive (roman), 1943 — plus particulièrement le plaidoyer d’Howard Roark pour sa défense qui illustre l’individualisme radical.
- Oscar Wilde, L'Âme de l'homme sous le socialisme, 1891
- Louis Dumont Essais sur l’individualisme, une perspective anthropologique sur l’idéologie moderne, 1983.
- Georges Palante, La Sensibilité individualiste, Félix Alcan, coll. « Bibliothèque de philosophie contemporaine », Paris, 1909

### Au cinéma
- Clint Eastwood[50]
- le cinéma québécois des années 1970[51]

#### Concepts associés
- Contractualisme
- Identité personnelle
- Individu
- Individuation
- Société de masse
- Sujet (philosophie)
- Individuité

#### Théoriciens
- John Locke
- Alexis de Tocqueville
- Friedrich Hayek
- Max Stirner
- René Descartes
- Jean-Jacques Rousseau
- Auguste Comte
- John Stuart Mill
- E. Armand
- Georges Palante
- Albert Libertad
- Henry David Thoreau
- Friedrich Nietzsche

#### Théories associées
- Anarchisme
- Holisme
- Holisme méthodologique
- Humanisme
- Individualisme libertaire
- Individualisme méthodologique
- Libéralisme
- Personnalisme